# Argentine-Japon en rugby à XV
Cet article retrace les confrontations entre l'équipe d'Argentine de rugby à XV et l'équipe du Japon de rugby à XV. Les deux équipes se sont affrontées à six reprises, dont une fois en Coupe du monde et le Japon n'a battu qu'une seule fois les Argentins.

## Confrontations
Voici les confrontations entre ces deux équipes :
| No | Date              | Lieu                                            | Match             | Score   | Compétition              |
| -- | ----------------- | ----------------------------------------------- | ----------------- | ------- | ------------------------ |
| 1  | 15 mai 1993       | Cancha del Atletico, Tucumán, Argentine         | Argentine – Japon | 30 – 27 | Test match               |
| 2  | 22 mai 1993       | Ferrocaril Oeste, Buenos Aires, Argentine       | Argentine – Japon | 45 – 20 | Test match               |
| 3  | 15 septembre 1998 | Chichibunomiya Rugby Stadium, Tokyo, Japon      | Japon – Argentine | 44 – 29 | Test match               |
| 4  | 16 octobre 1999   | Millennium Stadium, Cardiff, Pays de Galles     | Argentine – Japon | 33 – 12 | Coupe du monde (poule D) |
| 5  | 23 avril 2005     | Cricket and Rugby Club, Buenos Aires, Argentine | Argentine – Japon | 68 – 36 | Test match               |
| 6  | 5 novembre 2016   | Chichibunomiya Rugby Stadium, Tokyo, Japon      | Japon – Argentine | 20 – 54 | Test match               |
| 7  | 8 octobre 2023    | Stade de la Beaujoire, Nantes, France           | Japon – Argentine | 27 – 39 | Coupe du monde (poule D) |